# Margarida Sofia da Áustria
Margarida Sofia Maria Anunciata Teresa Carolina Luísa Josefina Joana da Áustria (em alemão:  Margarete Sophie Marie Annunciata Theresia Caroline Luise Josephine Johanna von Österreich; Castelo Artstetten, 13 de maio de 1870 — Gmunden, 24 de agosto de 1902) foi uma arquiduquesa da Áustria por nascimento e duquesa de Württemberg pelo seu casamento com Alberto de Württemberg.

## Família
Margarida Sofia foi a única filha, quarta e última criança nascida do arquiduque Carlos Luís da Áustria e de sua segunda esposa, a princesa Maria Anunciata de Bourbon-Duas Sicílias. Os seus avós paternos eram Francisco Carlos da Áustria e Sofia da Baviera. Os seus avós maternos eram o rei Fernando II das Duas Sicílias e sua segunda esposa, Maria Teresa da Áustria.

## Biografia
Ela recebeu o primeiro nome em homenagem a primeira esposa de seu pai, Margarida da Saxônia, e o segundo, em homenagem a sua avó paterna, Sofia da Baviera.
De 1886 a 1893, ela foi princesa-abadessa do Capítulo Teresiano de Senhoras Reais e Imperiais no Castelo de Praga.

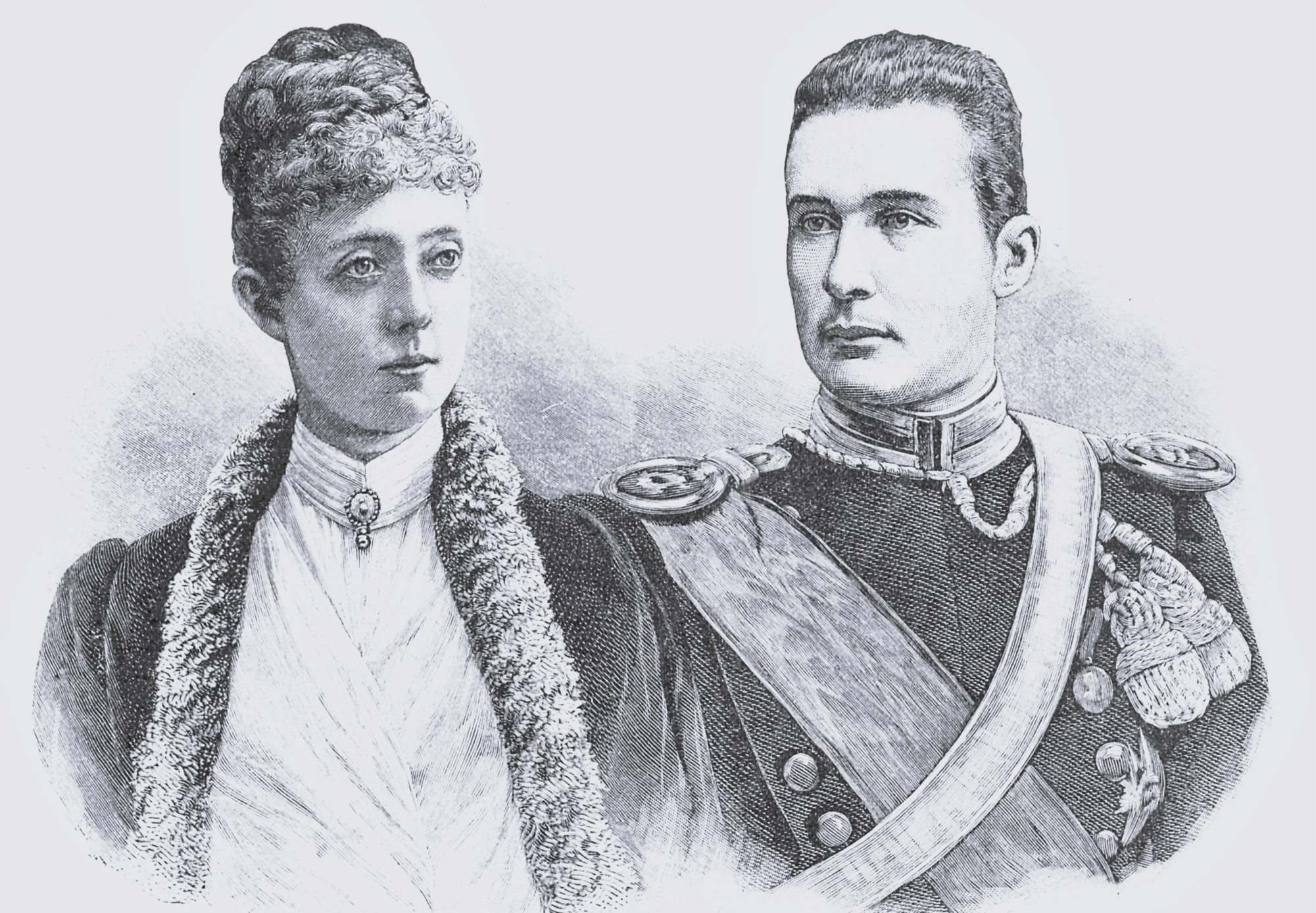
Margarida Sofia com o marido, Alberto, em 1893

No dia 24 de janeiro de 1893, aos 23 anos, a arquiduquesa casou-se com o duque Alberto de Württemberg, de 27 anos, em Viena, na Áustria. Alberto era filho do duque Filipe de Württemberg e de Maria Teresa de Áustria-Teschen.
O casal teve sete filhos, quatro meninas e três meninos.
A duquesa faleceu em 24 de agosto de 1902, em Gmunden, com apenas 32 anos de idade. Em 1928, foi enterrada em Altshausen, na Alemanha.

## Descendência
- Filipe Alberto de Württemberg (14 de novembro de 1893 – 17 de abril de 1952), chefe da Casa de Württemberg, além de rei titular de Württemberg. Sua primeira esposa foi Helena da Áustria, com quem teve uma filha, e depois foi marido de Rosa da Áustria, com quem teve seis filhos;
- Alberto Eugênio de Württemberg (8 de janeiro de 1895 – 24 de junho de 1954), foi marido da princesa Nadezhda da Bulgária, com quem teve cinco filhos;
- Carlos Alexandre, Duque de Württemberg (12 de março de 1896 – 27 de dezembro de 1964), adotou o nome de Pai Odo como monge na Abadia de Beuron da Ordem de São Bento;
- Maria Amália de Württemberg (15 de agosto de 1897 – 13 de agosto de 1923), em 1918 ficou noiva de Jorge, Príncipe Herdeiro da Saxônia, porém, não se casou e nem teve filhos;
- Maria Teresa de Württemberg (16 de agosto de 1898 – 26 de março de 1928), não se casou e nem teve filhos;
- Maria Isabel de Württemberg (12 de setembro de 1899 – 15 de abril de 1900);
- Margarida Maria de Württemberg (4 de janeiro de 1902 – 22 de abril de 1945), não se casou e nem teve filhos.